# Asociația de Fotbal din Bahamas
Asociația de Fotbal din Bahamas este forul ce guvernează fotbalul în Bahamas. Se ocupă de organizarea echipei naționale și a campionatului. Își are sediul în Nassau.